# Rajon Nowotrojizke
Der Rajon Nowotrojizke (ukrainisch Новотроїцький район/Nowotrojizkyj rajon; russisch Новотроицкий район/Nowotroizki rajon) war einer der 18 Rajone der Oblast Cherson im Süden der Ukraine. Zentraler Ort des Rajons war die namensgebende Siedlung städtischen Typs Nowotrojizke.

Flagge des Rajons

## Geschichte
Der Rajon Nowotrojizke wurde 1923 gegründet, nach der Besetzung durch deutsche Truppen wurde das Rajonsgebiet 1942 in das Reichskommissariat Ukraine eingegliedert und lag hier im Generalbezirk Krim (Teilbezirk Taurien), Kreisgebiet Genitschesk. Nach dem Ende des Zweiten Weltkriegs kam es wieder zur Sowjetunion/Ukrainische SSR, zwischen 1963 und 1965 gehörte das heutige Rajonsgebiet zum Rajon Henitschesk, seit 1991 ist er ein Teil der heutigen Ukraine.
Am 17. Juli 2020 kam es im Zuge einer großen Rajonsreform zum Anschluss des Rajonsgebietes an den Rajon Henitschesk.

## Geographie
Das ehemalige Rajonsgebiet grenzt im Süden an den Sywaschsee und die Krim, wird von mehreren Kanälen wie dem Kachowka-Kanal durchflossen, geht im Norden in die ukrainische Steppenlandschaft über, dabei ergeben sich Höhenlagen zwischen 5 und 35 Metern und er wird durch das Schwarzmeertiefland geprägt.
Der Rajon grenzte im Nordwesten an den Rajon Kachowka, im Norden an den Rajon Nyschni Syrohosi, im Nordosten an den Rajon Iwaniwka, im Osten an den Rajon Henitschesk, im Südosten an die Autonome Republik Krim (Rajon Krasnoperekopsk und Rajon Dschankoj) sowie im Südwesten an den Rajon Tschaplynka.

## Administrative Gliederung
Auf kommunaler Ebene war der Rajon in 2 Siedlungsratsgemeinden und 17 Landratsgemeinden unterteilt, denen jeweils einzelne Ortschaften untergeordnet waren.
Zum Verwaltungsgebiet gehörten:
- 2 Siedlungen städtischen Typs
- 42 Dörfer

### Siedlungen städtischen Typs
| Siedlungen städtischen Typs | Siedlungen städtischen Typs | Siedlungen städtischen Typs  |
| Name                        | Name                        | Name                         |
| ukrainisch transkribiert    | ukrainisch                  | russisch                     |
| --------------------------- | --------------------------- | ---------------------------- |
| Nowotrojizke                | Новотроїцьке                | Новотроицкое (Nowotroizkoje) |
| Sywaske                     | Сиваське                    | Сивашское (Siwaschskoje)     |

### Dörfer
| Dörfer                                             | Dörfer                              | Dörfer                                                                    | Dörfer               |
| Name                                               | Name                                | Name                                                                      | Gemeindezuordnung    |
| ukrainisch transkribiert                           | ukrainisch                          | russisch                                                                  | Gemeindezuordnung    |
| -------------------------------------------------- | ----------------------------------- | ------------------------------------------------------------------------- | -------------------- |
| Blahowischtschenka                                 | Благовіщенка                        | Благовещенка (Blagoweschtschenka)                                         | Nowotrojizke         |
| Druscheljubiwka                                    | Дружелюбівка                        | Дружелюбовка (Druscheljubowka)                                            | Wassyliwka           |
| Dywne                                              | Дивне                               | Дивное (Diwnoje)                                                          | Dywne                |
| Dwijne                                             | Двійне                              | Двойное (Dwoinoje)                                                        | Tschkalowe           |
| Fedoriwka                                          | Федорівка                           | Фёдоровка (Fjodorowka)                                                    | Fedoriwka            |
| Hornostajiwka                                      | Горностаївка                        | Горностаевка (Gornostajewka)                                              | Hornostajiwka        |
| Hromiwka                                           | Громівка                            | Громовка (Gromowka)                                                       | Hromiwka             |
| Jasna Poljana                                      | Ясна Поляна                         | Ясная Поляна (Jasnaja Poljana)                                            | Nowopokrowka         |
| Kalyniwka                                          | Калинівка                           | Калиновка (Kalinowka)                                                     | Oleksandriwka        |
| Kateryniwka                                        | Катеринівка                         | Катериновка (Katerinowka)                                                 | Tschumazkyj Schljach |
| Katschkariwka                                      | Качкарівка                          | Качкаровка (Katschkarowka)                                                | Podowe               |
| Kowylne                                            | Ковильне                            | Ковыльное (Kowylnoje)                                                     | Tschkalowe           |
| Krywyj Rih                                         | Кривий Ріг                          | Кривой Рог (Kriwoi Rog)                                                   | Fedoriwka            |
| Lychodidiwka                                       | Лиходідівка                         | Лиходедовка (Lichodedowka)                                                | Dywne                |
| Majatschka                                         | Маячка                              | Маячка                                                                    | Nowomykolajiwka      |
| Metropol                                           | Метрополь                           | Метрополь                                                                 | Fedoriwka            |
| Nowomychajliwka                                    | Новомихайлівка                      | Новомихайловка (Nowomichailowka)                                          | Nowomychajliwka      |
| Nowomykolajiwka                                    | Новомиколаївка                      | Новониколаевка (Nowonikolajewka)                                          | Nowomykolajiwka      |
| Nowopokrowka                                       | Новопокровка                        | Новопокровка                                                              | Nowopokrowka         |
| Noworepiwka                                        | Новорепівка                         | Новореповка (Noworepowka)                                                 | Tschumazkyj Schljach |
| Nowoukrajinka                                      | Новоукраїнка                        | Новоукраинка (Nowoukrainka)                                               | Tschumazkyj Schljach |
| Odradiwka                                          | Одрадівка                           | Отрадовка (Otradowka)                                                     | Odradiwka            |
| Oleksandriwka                                      | Олександрівка                       | Александровка (Alexandrowka)                                              | Oleksandriwka        |
| Owerjaniwka                                        | Овер'янівка                         | Оверьяновка (Owerjanowka)                                                 | Sywaschiwka          |
| Peremoha                                           | Перемога                            | Перемога (Peremoga)                                                       | Selene               |
| Podowe                                             | Подове                              | Подовое (Podowoje)                                                        | Podowe               |
| Popelak                                            | Попелак                             | Попелак                                                                   | Dywne                |
| Sachariwka                                         | Захарівка                           | Захаровка (Sacharowka)                                                    | Nowotrojizke         |
| Sadowe                                             | Садове                              | Садовое (Sadowoje)                                                        | Sywaschiwka          |
| Saoserne                                           | Заозерне                            | Заозёрное (Saosjornoje)                                                   | Sywaschiwka          |
| Selene                                             | Зелене                              | Зелёное (Seljonoje)                                                       | Selene               |
| Serhijiwka                                         | Сергіївка                           | Сергеевка (Sergejewka)                                                    | Serhijiwka           |
| Sofijiwka                                          | Софіївка                            | Софиевка (Sofijewka)                                                      | Tschumazkyj Schljach |
| Swyrydoniwka                                       | Свиридонівка                        | Свиридоновка (Swiridonowka)                                               | Dywne                |
| Sywaschiwka                                        | Сивашівка                           | Сивашовка (Siwaschowka)                                                   | Sywaschiwka          |
| Tschkalowe                                         | Чкалове                             | Чкалово (Tschkalowo)                                                      | Tschkalowe           |
| Tschumazkyj Schljach (bis 2016 Wolodymyro-Illinka) | Чумацький Шлях (Володимиро-Іллінка) | Чумацкий Шлях (Tschumazki Schljach)/Владимиро-Ильинка (Wladimiro-Iljinka) | Tschumazkyj Schljach |
| Wassyliwka                                         | Василівка                           | Василевка (Wassilewka)                                                    | Wassyliwka           |
| Wodoslawka                                         | Водославка                          | Водославка                                                                | Nowomykolajiwka      |
| Woskressenka                                       | Воскресенка                         | Воскресенка                                                               | Woskressenka         |
| Woskressenske                                      | Воскресенське                       | Воскресенское (Woskressenskoje)                                           | Tschkalowe           |
| Wosnessenka                                        | Вознесенка                          | Вознесенка                                                                | Serhijiwka           |